# Minestra di ceci
La minestra di ceci è una zuppa tradizionale della cucina abruzzese preparata con ceci come ingrediente principale. 

## Descrizione
Vengono usati sia ceci secchi ammollati sia ceci in scatola. Gli ingredienti aggiuntivi possono variare e includere prodotti come baccalà, castagne, carciofi, patate, pomodori, pasta e cavoli. Gli altri ingredienti base della zuppa sono olio d'oliva, aglio, cipolla, carota e sedano.